# Schloss Markt Wald

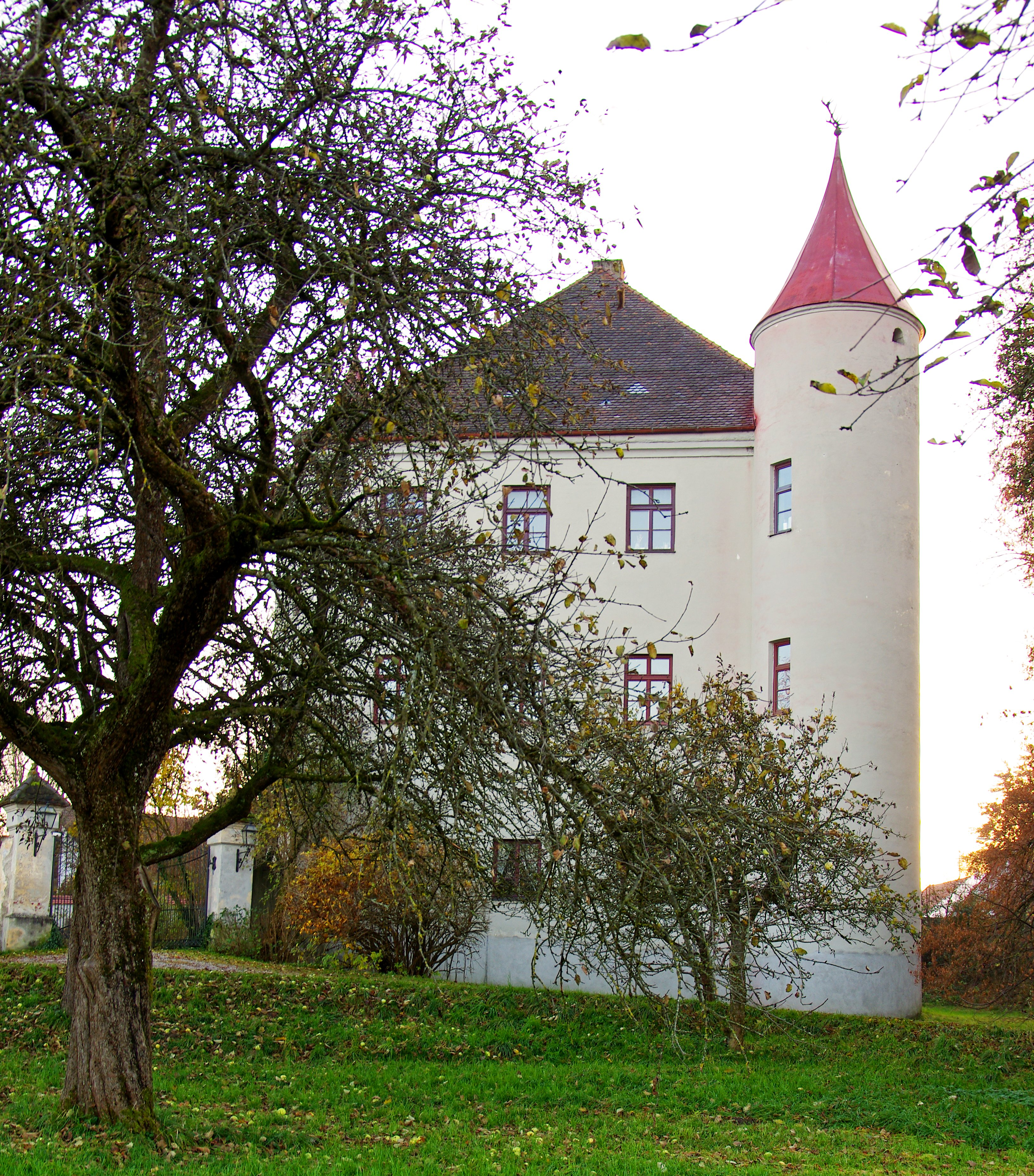
Fuggerschloss Markt Wald

Schloss Markt Wald ist ein Fugger-Schloss in Markt Wald im schwäbischen Landkreis Unterallgäu.

## Geschichte
Seit 1660 gehörte Markt Wald den Fürsten Fugger-Babenhausen. Das heutige Schloss, das auf einen Vorgängerbau aus dem Jahr 1525 zurückgeht, wurde durch Michael Stiller 1747/48 errichtet. Mit der Rheinbundakte 1806 kam der Ort zum Königreich Bayern, die Fürsten Fugger hatten aber bis 1848 wichtige Reservatrechte. Das ehemalige Schloss wurde später Fürstlich Fuggersche Oberförsterei. Seit 2011 wird es von Leopold Graf Fugger-Babenhausen bewohnt und umfassend restauriert.

## Baubeschreibung
Das Schloss ist ein dreigeschossiger Walmdachbau mit zwei Ecktürmen und einem Treppenturm. Auf den Kegeldächern der Türme befinden sich gusseiserne Geweihe. Im Kern entstand der Bau nach 1525. Eine Umgestaltung erfolgte durch Michael Stiller 1747/48. Zum Anwesen gehört eine Gartenmauer mit Torpfeilern und ein Gartenhaus im Zeltdachbau; beides aus dem 18. Jahrhundert.